# Годжіаанебі
Годжіаанебі (груз. გოჯიაანები) — село в Грузії.
За даними перепису населення 2014 року в селі проживає 70 осіб.